# Gustavo Torres
Gustavo Adolfo Torres Grueso, noto semplicemente come Gustavo Torres (La Cumbre, 15 giugno 1996), è un calciatore colombiano, centrocampista del Deportivo Pasto.

## Caratteristiche tecniche
È un centrocampista offensivo.

## Carriera

### Club
Ha esordito fra i professionisti il 2 settembre 2012 disputando con l'Universitario Popayán l'incontro di Categoría Primera B vinto 2-1 contro il Barranquilla.
Il 19 dicembre 2018 viene acquistato dal San Lorenzo.

### Nazionale
Nel 2013 ha segnato un gol in 4 presenze nel campionato sudamericano Under-17.